# 分解能
分解能（ぶんかいのう、Optical resolution）は、装置などで対象を測定または識別できる能力。顕微鏡、望遠鏡、回折格子などにおける能力の指標のひとつである。

## 光学顕微鏡における定義
光学顕微鏡での分解能は、2点分解能をもって定義される。非干渉性で直進並行光の理想光源が照射されている事を前提とした上で、目視の分解能を出すためには550nm（緑色光）で計算しレイリーとアッベの定義に従うとされるが、照明光の開口数によって分解能に違いが出る。

### レイリー(Rayleigh)の分解能 （レーリーの基準）
レイリーの定義における2つの点光源の分解能δは、光の波長をλ、対物レンズの開口数をNA、物体と対物レンズの間の媒質の屈折率をn、物体から対物レンズに入射する光線の光軸に対する最大角度をθとしたとき、
{\displaystyle \delta ={\frac {0.61\times \lambda }{NA}}={\frac {0.61\times \lambda }{n\sin \theta }}}
となる。

### アッベ(Abbe)の分解能
1873年にエルンスト・アッベにより示された。
{\displaystyle \delta ={\frac {\lambda }{2NA}}={\frac {\lambda }{2n\sin \theta }}}

### ホプキンス(Hopkins)の分解能
より現実的に考えれば、照明状態Kによって変化する定数が必要で、
{\displaystyle \delta =K{\frac {\lambda }{NA}}=K{\frac {\lambda }{n\sin \theta }}}
となる。
可視光に当てはめると、K=0.5 の時
{\displaystyle \delta ={\hbox{0.5}}\times 550nm\div {\hbox{1.45}}\approx 190nm({\hbox{0.19}}\mu {\hbox{m}})}
可視光線で油浸の倍率100倍の対物レンズを用いれば0.2μm程度が解像できるとされる。しかし、厳密には照明条件、レンズ性能、試料の影響によって解像の極限値は変化するので、これが限界ではない。レンズの回折限界を分解能と同等の意味で用いられることもあるが、分解能の定義としては正しくない。

## 走査型プローブ顕微鏡における定義
走査型プローブ顕微鏡では、定義は定まっていない。
走査型トンネル顕微鏡では良好な測定条件下では単結晶試料の原子の格子間隔に相当する凹凸を得られていることから原子分解能を有するとされる。
ただ原子間力顕微鏡を含む走査型力顕微鏡の複数ある測定法の中にはコントラストメカニズムが判っていない方法もあり、そのような顕微鏡のカタログや論文にある分解能の表現の解釈には注意が必要。超高真空中で行うノンコンタクト原子間力顕微鏡では走査型トンネル顕微鏡に近い解像度が実現されており、絶縁体の原子の格子間隔に相当する凹凸が解像できている。

## 望遠鏡における定義
2点を見分ける最小の角度で定義される。例えば2重星など2つの点光源の分解能 {\displaystyle \theta }は、レーリーの基準によれば{\displaystyle \theta =1.22\lambda /D}である。{\displaystyle \lambda }は光の波長、{\displaystyle {\mathit {D}}}は対物レンズの直径。対物レンズの直径が100mmの天体望遠鏡の理論分解能は1.3"程度であり、地上から見た月面上の約2.4kmの距離に相当する。天体望遠鏡では、ドーズ（W.R.Dawes）の式が使われ、分解能=116″/口径で求める。

## 分光器における定義
分光器では、近接する2本のスペクトル線を分離できる能力を表し、{\displaystyle {\mathit {R}}=\lambda /\Delta \lambda }で定義される。{\displaystyle \Delta \lambda }は分解できる2波長の差であり、{\displaystyle \lambda }はその平均波長。

### 回折格子における定義
回折格子の分解能 {\displaystyle {\mathit {R}}}は、回折格子の格子線本数{\displaystyle N}と回折次数{\displaystyle m}の積に等しい。

### プリズムにおける定義
プリズムの分解能は、プリズムの底辺の長さ{\displaystyle h}と分散{\displaystyle dn/d\lambda }の積で与えられる。